# Unvanquished
Unvanquished est un jeu vidéo de tir à la première personne incluant des éléments de jeu de stratégie en temps réel. C’est un jeu libre sous licence GPL pour le code source et Creative Commons pour les données, dérivé de Tremulous, disponible sous GNU/Linux, Windows et Mac OS et jouable depuis le 29 février 2012

## Système de jeu
À l'instar de son prédécesseur, il s'agit d'un jeu multijoueur, où le joueur peut choisir soit la race humaine, soit la race aliens, dont le but est de détruire le camp opposé, c'est-à-dire tous les adversaires et les points de réapparition comme les œufs (aliens) ou les telenodes (humains) selon le camp choisi par le joueur.
Puisque l’issue du match dépend de la survie de la base, Unvanquished est un jeu de stratégie en temps réel où le joueur doit construire et protéger des infrastructures. Si Unvanquished apparaît au premier abord comme un jeu de tir à la première personne, le tir est en fait un des différents moyens pour parvenir à ses fins : défendre sa base et attaquer la base adverse.
L’équipe adverse est donc vaincue lorsqu’elle ne peut plus revenir en jeu. Le nombre de points accumulés (frags) ne désigne donc pas l’équipe gagnante, l’accumulation de points n’influence qu’indirectement l’issue du match : elle permet aux humains d’acheter des armes ou protections plus performantes, et aux aliens d’évoluer en des formes plus agressives.
Unvanquished introduit un système de minage de ressources. Au début de la partie, le niveau contient une quantité limitée de ressources qui doivent être minées avec un appareil particulier chez les humains (Le drill) et un organisme particulier chez les aliens (le leech). Ces ressources servent à construire les structures de la base, ainsi, l’épuisement des ressources garantit que la partie ne s’éternise pas : lorsque toutes les ressources ont été minées, il n'est plus possible de reconstruire une base détruite et la fin de la partie devient inévitable.

## Moteur de jeu Dæmon
Le jeu Unvanquished utilise le moteur de Jeu Dæmon, né à partir d’une fusion du moteur de Wolfenstein: Enemy Territory (id Tech 3) et du moteur XreaL (fusion initialement nommée OpenWolf). En 2015, avec l’aide de développeurs de Xonotic, le moteur a été extrait du jeu afin de le rendre réutilisable par d’autres projets.
Développé en C++, le moteur Dæmon utilise les technologies OpenGL, OpenAL et SDL pour l’affichage, l’audio et la gestion des périphériques de saisie. Le moteur virtualise le jeu dans une machine virtuelle Native Client, permettant aux serveurs de jeu de distribuer des modifications (mod) écrites en C++ de manière sécurisée pour le joueur, et aux développeurs de produire des binaires de jeu indépendants du système d’exploitation. Dæmon est multi-plateforme et prend en charge les systèmes d’exploitation Linux, Windows, et macOS, ainsi que les architectures x86, AMD64, ARM et ARM64,.
Le moteur gère les formats d’images DXTC/S3TC (en) DirectDraw Surface (en) (DDS) et CRN, ainsi que les formats WebP, PNG, JPEG et Truevision Targa (TGA), les formats audio Opus, Vorbis et WAV, et les formats de modèles 3D animés InterQuake Model (IQM), MD5mesh/MD5anim (format de Doom 3) et MD3 (format de Quake III Arena). Le format des cartes (niveaux) est le format BSP de Quake III Arena et de Wolfenstein: Enemy Territory (implémentant une Partition binaire de l'espace), le moteur propose également la prise en charge du format de description de matériaux (aussi appelé shader) de Quake III Arena avec des extensions inspirées du format de Doom 3. Le moteur met en œuvre un système de multi-texture prenant en charge le normal mapping, le specular mapping, le placage de relief (relief mapping), et les textures PBR.

La généalogie du moteur Daemon.

## Développement
Au début du projet, le nom de code TremZ a été évoqué quelque temps avant que le nom Unvanquished soit choisi à l’occasion de la sortie de la première version alpha, publiée le 29 février 2012. Pendant son cycle de développement alpha, Unvanquished a publié avec un rythme d’une version chaque premier dimanche de chaque mois. Le projet ayant atteint une nouvelle étape dans son développement, les versions bêta sont publiées moins fréquemment.
Le jeu est considéré en version bêta tant qu’il subsiste quelques éléments de Tremulous (modèles, sons, textures…). Jouable dès la première version alpha car basé sur le jeu Tremulous déjà distribué et éprouvé, les appellations « alpha » ou « bêta » ne désigne donc pas la stabilité du jeu, mais l’avancement du projet à fournir une expérience unique.
Unvanquished se démarque de Tremulous par de nouvelles textures en hautes résolutions (armes, skins des humains et des aliens), contrairement à Tremulous, des nouveaux niveaux, des sons, et de nouvelles options de gameplay. Il propose également des nouvelles cartes. Des bots (humains et aliens) peuvent être utilisés sur certains serveurs, dans le but d'entraîner les joueurs, ce qui peut s'avérer pratique sur les serveurs où il n'y a pas ou peu de personnes pour y jouer.
Pendant cette période de développement actif, les développeurs organisent un « dev game » tous les dimanches à 20h UTC, ce sont des parties en lignes accessibles à tous organisées par les développeurs afin d’éprouver le jeu en condition réelles.

## Configuration minimale et recommandée
- Processeur à 2 GHz minimum,
- 600 Mo d’espace de stockage,
- 2 Go de mémoire vive au minimum, 4 Go recommandés,
- Carte graphique prenant en charge OpenGL 2.1 au minimum, 3.2 recommandé[19].